# Stazione di Nihonmatsu
La stazione di Nihonmatsu (二本松駅?, Nihonmatsu-eki) è una stazione ferroviaria situata della città di Nihonmatsu, nella prefettura di Fukushima, ed è servita dalla linea principale Tōhoku regionale della JR East.

## Servizi ferroviari
East Japan Railway Company
■ Linea principale Tōhoku (servizi regionali)

## Struttura
La stazione è dotata di due marciapiedi laterali con due binari passanti in superficie, collegati da un sovrappassaggio.
| 1 | ■ Linea principale Tōhoku | per Fukushima, Shiroishi e Sendai |
| 2 | ■ Linea principale Tōhoku | per Kōriyama, Shirakawa e Kuroiso |

## Stazioni adiacenti
| «                       | Servizio                | »                       |
| Linea principale Tōhoku | Linea principale Tōhoku | Linea principale Tōhoku |
| ----------------------- | ----------------------- | ----------------------- |
| Sugita                  | -                       | Adachi                  |